# Anson Wong
Anson Wong ou Wong Keng Liang est un contrebandier malaisien spécialisé dans le trafic d'espèces sauvages, chef d'un important réseau de contrebande, se vantant notamment de pouvoir fournir des animaux rares comme le panda ou le tigre et parfois disparus, comme l'Ara de Spix.
D'abord spécialisé dans le trafic de reptiles, il s'est par la suite diversifié au travers d'une société d'import-export sans jamais être directement impliqué dans les actes de braconnages. Point d'orgue de l'Opération Caméléon, une enquête de cinq ans  ayant nécessité la création d'une entreprise et l'infiltration de plusieurs agents secrets de l'US Fish and Wildlife Service, il a pu être arrêté puis jugé et condamné à soixante-et-onze mois de prison et 60 000 dollars d'amende, le 7 juin 2001. La peine est assortie de l'interdiction de vendre des animaux à qui que ce soit aux États-Unis pendant les trois années suivant la remise en liberté. Les procureurs fédéraux américains voulaient que la condamnation d'Anson Wong montre au monde entier que les contrebandiers d'animaux sauvages sont des criminels. En plus de l'avoir accusé en vertu de la législation américaine sur le trafic des espèces sauvages (le Lacey Act), ils l'ont inculpé d'association de malfaiteurs, de fraude douanière aggravée et de blanchiment d'argent.
Une fois sa détention effectuée, il rejoint son épouse Cheah Bing Shee, qui a géré ses « affaires » durant son absence. Elle a notamment créé une nouvelle entreprise, la CBS Wildlife qui a exporté des espèces sauvages aux États-Unis pendant sa détention. Anson Wong a ouvert de nombreux zoos, parfois en collaboration avec d'autres contrebandiers comme Michael Ooi, un trafiquant d'orchidées, afin de couvrir son activité illégale en exploitant une faille de la convention de Washington : le zoo de Penang est reconnu pour ce type d'activité. Le gouvernement malaisien, et notamment le service de la faune sauvage et le gouvernement de Penang, soutiennent l'activité d'Anson Wong.